# John Marshall (homme politique)
Pour les articles homonymes, voir John Marshall et Marshall.
John Marshall, né le 24 septembre 1755 et mort le 6 juillet 1835 à Philadelphie, est un juriste et homme politique américain, originaire de Virginie et membre du Parti fédéraliste.
Il a joué un rôle essentiel dans la création et l'interprétation de la Constitution, en donnant à la Cour suprême un rôle central, inspiré des pratiques de la common law. Quatrième président de la Cour suprême des États-Unis, il a exercé cette fonction de 1801 jusqu'à sa mort. Après ses mandats d'élu local, il a également siégé à la Chambre des représentants entre 1799 et 1800. Sous la présidence de John Adams, il fut secrétaire d'État des États-Unis (1800-1801), juste avant sa nomination par Adams en tant que Chief justice.
Ses trois décennies passées à la Cour suprême ont considérablement marqué le système législatif américain. En particulier, il a affirmé le pouvoir de contrôle de la Cour suprême, capable de casser des lois contraires à la Constitution, aux traités internationaux et aux lois fédérales. De cette façon, on considère qu'il a réussi à placer les institutions judiciaires hors de l'influence gouvernementale, contribuant à l'indépendance des pouvoirs. De plus, Marshall a pris d'importantes décisions concernant le fédéralisme, définissant l'équilibre du pouvoir entre le gouvernement fédéral et les États pendant les premières années de cette jeune république. Il a plutôt favorisé, dans le cadre constitutionnel, la suprématie des lois fédérales sur les lois des différents États fédérés.

## Biographie
Après une période d'active en tant qu'officier subalterne — aux grades de lieutenant puis de capitaine — dans la milice de Virginie, durant la période de la révolution américaine (1763-1783), il s'inscrit au barreau local de Virginie dans son comté puis entre en politique. À cette époque de la toute jeune indépendance, deux clivages caractérisaient l'Amérique : La question de l'esclavage qui commençait à poindre et celle de la nature de l'organisation politique. Mais si l'esclavage allait fondamentalement déterminer la future guerre de Sécession, la problématique constitutionnelle était alors la plus prégnante dans un contexte d'effervescence.
Ce dernier avait pour racine la lancinante question du paiement des dettes de colons à des créanciers britanniques ; ce qui n'impliquait rien de moins que toute la problématique du droit et de la politique. Marshall, tenant du droit des obligations et du respect du contrat, était favorable à ce que les engagements soient satisfaits. Cependant, dans le contexte d'après guerre, on comprend aisément la forte inclination des anciens colons américains de s'affranchir complètement à l'égard de tout ce que représentait le joug de la domination du Royaume-Uni.
Dans cette controverse s'opposaient déjà les anti-fédéraux aux fédéralistes selon un clivage révélateur. Les premiers étaient partisans d'une primauté absolue de l'État local et des pouvoirs régionaux par opposition aux seconds prônant la nécessité d'une organisation centrale forte dont la conception était héritée — du moins pour Marshall — par le comportement exemplaire de George Washington durant la révolution quant à la conduite du conflit. Washington était voisin et ami du père de John Marshall pour qui cet illustre personnage conditionne très tôt la vie de John.
Durant la guerre d'indépendance (1775-1783), Marshall lisait les grands auteurs anglais, notamment les Commentaries de Blackstone pour le common law. Or, l'édifice juridique forgé en Angleterre était d'une portée estimable à plus d'un titre. Non seulement la doctrine du droit britannique était très élaborée mais en plus, ce qui dérivait du premier critère, le common law comportait toutes les revendications et aspirations auxquelles pouvaient prétendre les colonies d'Amérique. Cependant, en tant que territoire colonial sous domination britannique, cet esprit vénérable et libéral du common law n'avait pas en tant que tel vocation à s'appliquer au profit de ces colonies ni à leurs ressortissants. À ce titre, le Conseil privé était institué pour maintenir un clivage juridique garantissant que le common law ne puisse pas glisser pour s'étendre aux colonies car le rule of law n'était réputé dédié qu'au Royaume-Uni.
Cet aspect est fondamental car c'est du common law et par le common law, en tant que représentant de l'État de droit, que Marshall a pu forger sa propre conception d'une organisation politique fondée sur la garantie des libertés. Reprenant le mot d'un biographe de Marshall : « Lawyering is governing ». L'organisation sociétale se fait par la politique, la politique s'opère par la conciliation des forces en présence par la Constitution et l'analyse de celle-ci s'effectue par le droit… Cette conception tout entière était celle qu'allait observer Alexis de Tocqueville sur la place centrale du juriste dans la société américaine.
Concrètement, deux éléments caractérisent cette pensée dont Marshall n'était pas l'inventeur mais simplement l'un des vecteurs :
- Le précédent Dr Bonham's case (1610), où Edward Coke présidait, posa pour la première fois au Royaume-Uni la primauté du droit sur la loi en énonçant que les juridictions contrôleraient les actes du parlement. Le nécessaire judicial review était né, il allait se développer et connaître une prospérité indéfinie dans tous les systèmes juridiques.
- L'autre aspect concerne plus spécialement la nature de la Constitution qui se doit de régir sa forme et sa portée.

Par rupture à l'exemple anglais où elle est non-écrite, Marshall tenait à ce que la Constitution des États-Unis le fût.
La Constitution fédérale devait primer et pour ce faire un pouvoir centralisé devait être institué avec des juridictions ainsi que des agents fédéraux. Pour Marshall seul le pouvoir fédéral, par la hiérarchie qu'il introduisait, pouvait permettre aux États de fonctionner et vivre entre eux afin de conférer à la nation une véritable entité remédiant à l'éclatement que provoquait la simple juxtaposition de divers États locaux se voisinant les uns les autres. Les anti-fédéralistes étaient évidemment opposés à l'immixtion d'un pouvoir central qui eût pu entraver la souveraineté des États. Cependant, un problème se posait dans l'intégration de l'Union : comment arbitrer les différends où un État était partie et comment assurer de manière cohérente et unifiée la force obligatoire des traités internationaux. La solution devait être la création d'un système judiciaire fédéral, organe sur lequel avait déjà travaillé Marshall depuis sa première députation en Virginie. C'est ainsi que l'ordre juridictionnel fédéral était compétent pour trancher toutes les instances où était impliqué soit un État, soit divers ressortissants de ceux-ci, soit l'application d'un traité ou d'une norme fédérale. Contrairement à ce que les anti-fédéralistes craignaient nulle ingérence ne devait être redoutée dans la souveraineté des pouvoirs locaux.
Marshall appartient véritablement à cette caste de juristes bourgeois caractérisant une « gentry » typique de Virginie, principalement Richmond. Dans cette ville, où siégeaient toutes les juridictions une industrie particulière naissait : l'activité libérale des avocats en tant que société bien distincte. Entre les niveaux d'appel et de première instance, entre les ordres fédéraux et locaux, se développe une émulation d'autant plus active que tout ce petit milieu se connaît bien, des juristes vont ainsi sans cesse se concurrencer dans tous les domaines, y compris privés ; ce qu'explique une certaine fréquentation en cercle presque clos. Cet activisme s'est illustré par l'adaptation du common law pour trouver un accord quant au régime de la propriété et de la possession d'esclaves des exploitations agricoles.
Personnellement, Marshall n'était pas un orateur de première catégorie mais il excellait dans l'analyse technique et l'argumentation rationnelle sans être un véritable tribun. Son style a été décrit par Wirt : « sa voix était sèche et forte, il plaidait la jambe gauche en avant en agitant de haut en bas le bras droit, seul mobile en scandant les arguments ; il était éloquent si l'éloquence consistait à pointer chaque point clef de la démonstration. Il sélectionnait minutieusement les prémisses et implacablement le reste du raisonnement en découlait pour ne rien plus devoir laisser échapper ». Thomas Jefferson, son adversaire, disait aussi que si Marshall posait la question de savoir s'il faisait jour ou nuit, alors il ne restait plus qu'à prétendre que l'on ne savait pas.
Au barreau, les affaires dont il était chargé tenaient aux droits des contrats, aux actions en recouvrement des dettes (notamment des exploitants de tabacs à l'égard de créanciers anglais ou écossais), aux successions, au droit des propriétés agricoles et des esclaves. Il avait compris très tôt avec certains de ses pairs toutes les arcanes du common law à une époque où les juristes ne brillaient pas particulièrement dans l'abstraction et la maîtrise du droit. Cette nette prédilection pour le common law qu'il préférait de loin à l'Equity auquel il était néanmoins rompu ne l'empêcha pas de remporter un vif succès dans une affaire complexe Wayle's executors vs. Randolph & al. (1795-1799) impliquant ces deux ordres juridictionnels concurrents, notamment dans un dossier contre l'épouse de Jefferson prise en tant que représentante d'une succession ; d'où l'inimitié entre les futurs chefs de la Cour suprême et des États-Unis d'Amérique. L'approche de Marshall était concrète, il saisissait rapidement les implications des dossiers qui lui étaient confiés alors que sa formation juridique avait été rapide et faite sur le tas juste après l'Indépendance. Mais cette brièveté et le caractère autodidacte de l'apprentissage d'un juriste n'étaient pas si originaux à l'époque, comme Lincoln allait également l'illustrer, dans un système où la formation professionnelle auprès de praticiens primait, selon le modèle toujours actuel en Angleterre.
Marshall ne suivait aucun dossier en droit criminel, à une exception près dans Commonwealth vs. Randolph qui vint à la cour Cumberland County le 29 avril 1794 mais qui avorta devant le grand jury dans une affaire d'infanticide au sein de la famille Randolph — à laquelle il était très lié —, réputé peu rémunérateur. Il passa rapidement pour un avocat en vue de Virginie et devint le défenseur de riches commerçants et exploitants ; ce qui tempéra sa position de fédéraliste dans un État où l'opinion publique y était opposée. Ainsi, la situation personnelle de Marshall qui menait une stratégie d'acquisition foncière pour le moins active et qui possédait quelques esclaves permettait-elle de tempérer au niveau local ce qu'il allait préfigurer à l'échelon fédéral. C'est que Marshall était un modéré ; il acceptait la société comme elle l'était et n'entendait pas la réformer dans le sens d'un idéal trop pur pour la nature humaine.
L'esclavage était une réalité de l'époque et toute l'économie rurale peu mécanisée reposait sur ce mode d'exploitation contraire à l'esprit de la révolution. Cela étant, le concevant parfaitement ainsi et en accord avec son époque, Marshall intervint dans diverses affaires en faveur de la conception anti-esclavagiste, principalement dans Pleasants vs. Pleasants (1799) un dossier de succession d'un quaker affranchissant ses hommes avant que la loi locale ne le permît en portant le contentieux devant la Chancery court.
En juin 1792, Marshall représenta les États-Unis dans la mission diplomatique intitulée XYZ en France où il séjourna trois mois et rencontra notamment Talleyrand, alors ministre des Affaires étrangères. Après un retour triomphal, il fut élu à la chambre des représentants U.S. où il s'affirma très rapidement comme chef de file porte parole des fédéralistes modérés du président Adams. Cette accession au Congrès fut suivie par sa nomination en tant que ministre de la guerre et quatre jours plus tard, à celle de secrétaire d'État. Après neuf mois passés à cette dernière fonction, Marshall fut désigné par Adams en tant que président de la Cour suprême des États-Unis. Le tableau d'Inman, qui appartient désormais au barreau de Philadelphie, le représente alors à ce poste. Il constitue avec l'huile, plus tardive (1834) attribuée à Martin, qui appartient aux collections de la Cour suprême, les deux principales représentations les plus réputées de Marshall. Marshall restera le président de la Cour suprême le plus réputé de tous et le plus représentatif pour avoir conféré à la Cour son statut à l'époque de l'avènement de l'Union où ses pouvoirs étaient contestés.